# Inocêncio Cybo
Inocêncio Cybo (em italiano:  Innocenzo Cybo ; Florença, 25 de agosto de 1491 – Roma, 13 de abril de 1550), foi um arcebispo e cardeal Católico italiano, pertencente à família Cybo.

## Família e educação
Pertencente à família Genovesa Cybo que, em 1488, comprara a cidadania Florentina por uma considerável soma de dinheiro Inocêncio nasceu em Florença a 25 de agosto de 1491 filho de Franceschetto Cybo e de Madalena de Médici. O seu pai, Francisco Cibo, conhecido por Franceschetto (isto é Francisquinho), era filho ilegítimo de Giovanni Battista Cibo, que veio a ser eleito Papa com o nome de Inocêncio VIII (1484–1492), e teve outros cinco filhos: Lourenço (Lorenzo), Catarina (Caterina), Hipólita (Ippolita), João Batista (Giovanni Battista) e Pedro (Pietro). A irmã de Francisco, Theodorina, veio a casar com Gerardo Usudimari, um rico Genovês.
A mãe de Inocêncio, Madalena de Médici era filha de Lourenço, o Magnífico. Madalena tinha seis irmãos: Pedro (Piero), João (Giovanni) (eleito Papa Leão X), Juliano (Giuliano) e três outras irmãs. O seu primo coirmão, Júlio de Médici, foi também eleito Papa (Clemente VII).
Inocêncio foi, presumivelmente, educado pelos Médici. Quando o seu tio João de Médici (Giovanni de' Medici) foi eleito Papa em março de 1513, adotando o nome de Leão X, os Cybo foram abundantemente beneficiados.

## Cardeal e Arcebispo
A 17 de março de 1513, dia em que foi consagrado Bispo, Leão X nomeou Inocêncio Protonotário Apostólico  No primeiro consistório do Papa Leão X, que teve lugar a 23 de setembro de 1513, foi criado Cardeal ficando com a Diaconia dos Santos Cosme e Damião. A 26 de junho de 1517, trocou-a pela de Santa Maria in Domnica. A 11 de maio de 1520, foi nomeado Arcebispo de Génova por intercedência do seu tio Leão X.
Durante um breve período de três messes, em 1521, ele foi Cardeal Camerlengo da Santa Igreja Romana, tendo sido autorizado a vender o cargo pela soma de 35 000 ducados a outro favorito de Leão X, o Cardeal Francisco Armellino de Médici 
Participou no Conclave que decorreu de dezembro de 1520 a 9 de janeiro de 1521 e, apesar disso (ou talvez por causa disso) ficou doente e teve que votar a partir do seu leito, tendo estado próximo de ser eleito Papa. Quando o seu nome foi sugerido, ele conseguiu obter cerca de 20 votos, aparentemente de cardeais mais jovens, que desejavam a continuação dos hábitos da corte de Leão X.
O rei Francisco I de França nomeou-o Abade de Saint-Victor de Lerins em 1522, com a esperança, por certo, de fortalecer os interesses franceses no Colégio dos Cardeais após a desastrosa eleição do ministro do Imperador Carlos V para o trono papal, sob o nome de Adriano VI. Foi-lhe também atribuído a Abadia de Saint Ouen, em Ruão.
Em 1524 foi feito Legado de Bolonha e da Romagna. Em 1529 e 1530, foi hóspede quer do Imperador Carlos V, quer do Papa Clemente VII em Bolonha, participando como Arquidiácono na coroação do Imperador a 24 de fevereiro. Após o fim das cerimónias, ele e o Cardeal Hipólito de Médici acompanharam o Imperador na sua viagem de regresso até à cidade de Mântua.
Acumulou os direitos de administração sobre algumas sés episcopais, como por exemplo. St. Andrews (13 de outubro de 1513 - 13 de novembro de 1514), Marselha e, Aléria, na Córsega (19 de junho de 1518 – 19 de dezembro de 1520), Ventimiglia (27 de julho de 1519 – 8 de agosto de 1519) e de numerosas outras, a maioria das quais por breves períodos de tempo.
Pouco antes do Saque de Roma de 1527, refugiou-se em Massa, como hóspede da sua cunhada e amante Ricarda Malaspina, de quem teve quatro filhos que, mais tarde, vieram a ser naturalizados.
Um relatório do Senado Veneziano, escrito por Antonio Sorano, embaixador da República em Roma, de 18 de julho de 1531, fornece uma análise do Cardeal Cibo, referindo que Inocêncio não era uma pessoa de grandes atos nem de pensamentos profundos, mais entregue aos prazeres mundanos e lascívos. O Papa Clemente não procurava os seus conselhos em matérias de Estado.
Em 1532 e 1533 o Cardeal Cybo foi enviado pelo seu primo Clemente VII, para governar Florença durante a ausência do Duque Alexandre de Médici. Foi um dos quarto cardeais nomeados executores do testamento do Papa Clemente VII. No Conclave que se seguiu a morte de Clemente VII, ele teve esperanças no papado, mas veio a ser eclipsado por Alexandre Farnésio, que veio a ser eleito como Paulo III, e, subsequentemente, decidiu regressar a Florença. Mas as suas relações com o Grão-duque Cosme I de Médici deterioraram-se, e mudou-se de novo para Massa em 1540. Dois anos mais tarde a sua lealdade para com a causa imperial foi recompensada com o título de Cardeal Protetor da Alemanha.
Em Roma, o Cardeal teve como residência o Palazzo Altemps. Ele regressou a essa cidade em 1549 para participar no Conclave que se seguiu à morte do Papa Paulo III. O candidato favorito era Reginald Pole, mas Giovanni Maria Ciocchi del Monte, veio a ser eleito sob o nome de Júlio III. Como Cardeal Deão mais antigo, Inocêncio Cybo coroou Júlio III em 22 de fevereiro de 1550. A 28 de fevereiro de 1550 ele trocou a diaconia de Santa Maria in Dominica pela de Santa Maria in Via Lata.
Veio a falecer a 13 de abril de 1550, tal como referido na sua pedra tumular, com a idade de 59 anos tendo sido cardeal 37 anos. Foi sepultado na Basílica de Santa Maria sopra Minerva, no centro do coro, atrás do altar-môr, entre os monumentos de seu tio Leão X e de seu primo Clemente VII.